# The Walk
The Walk je americké filmové drama z roku 2022. Natočil jej režisér Daniel Adams podle scénáře, který napsal s Georgem Powellem, bývalým drogovým dealerem, s nímž se seznámil ve vězení, kde on sám strávil několik měsíců kvůli finančním podvodům. Producenty filmu jsou Michael Mailer a Hank Blumenthal, kteří s Adamsem spolupracovali již na několika předchozích filmech. Pojednává o bostonském policistovi irského původu Billu Coughlinovi, který má za úkol chránit černé studenty, kteří byli v roce 1974 soudně přiděleni do South Boston High School, kam do té doby chodili pouze bílí. Natáčení filmu začalo v polovině května 2021 v Louisianě. Film měl v amerických kinech premiéru 10. června 2022.